# وایت‌هاوس (استیشن، نیوجرسی)
وایت‌هاوس (به انگلیسی: Whitehouse Station) یک منطقهٔ مسکونی در ایالات متحده آمریکا است که در ریدینگتون، نیوجرسی واقع شده‌است. وایت‌هاوس ۳٫۴۸۷ کیلومتر مربع مساحت و ۲٬۰۸۹ نفر جمعیت دارد و ۵۳ متر بالاتر از سطح دریا واقع شده‌است.